# Johann Baptist Durach (Schriftsteller)
Johann Baptist Durach (geboren am 24. November 1766 in Salzburg; gestorben am 18. Oktober 1832 in Regensburg) war Gymnasiallehrer, Bibliothekar und Verfasser historischer Romane.

## Leben
Durach war der Sohn des gleichnamigen Porträtmalers Johann Baptist Durach und der Malerin und Textilkünstlerin Maria Barbara Kelz, Tochter des Miniaturenmalers Anton Alexander Kelz.
Er begann sein Studium an der Universität Salzburg und setzte es, nachdem der Vater 1782 auf eine neue Stellung in Passau berufen worden war, an der dortigen Universität fort, wo er in Philosophie abschloss und weiter Rechtswissenschaften dort und dann in Ingolstadt studierte. Nach dem Abschluss kehrte er nach Passau zurück und arbeitete als Jurist. 1796 wurde er Akzessist bei der Hofkanzlei in Passau, 1798 Hofratsprotokollist und 1802 Hofratssekretär. Während dieser Jahre wirkte er auch als Herausgeber des Oberteutschen Volksfreunds. 
Die Auflösung des Hochstifts Passau 1803 setzte seiner Verwaltungskarriere ein Ende. Ab 1803 erhielt er eine Stelle als außerordentlicher Professor am Gymnasium in Passau. 1804 heiratete er. In den folgenden Jahren hielt er Vorlesungen am Lyzeum und hatte ab 1809 als Bibliothekar die Aufgabe, die Bestände der fürstbischöflichen Bibliothek sowie der Bibliotheken umliegender säkularisierter Klöster mit denen der Hochschule zur Königlichen Provinz- und Schulbibliothek (heute die Staatliche Bibliothek Passau) zu vereinen und einen Katalog zu erstellen. Im Dezember 1818 wurde er Professor für Geschichte am Königlich-Bayerischen Lyzeum in Bamberg, einem Vorläufer der heutigen Universität Bamberg. 1824 wurde er schließlich Professor der Geschichte und Philologie am Lyzeum in Regensburg (später Philosophisch-theologische Hochschule Regensburg und heute Universität Regensburg) und behielt diese Stellung bis zu seinem Tod.
Ab Beginn der 1790er Jahre veröffentlichte Durach zahlreiche historische Romane vor dem Hintergrund deutscher Geschichte, anfangs vor allem des Mittelalters und hier der Zeit der Ritter und der Kreuzzüge. In seinen Vorworten bekannte er sich zur Vereinbarkeit von historischer Wahrscheinlichkeit einerseits und Unterhaltungswert andererseits. Auffällig sind zudem die Verwendung von Elementen des zu jener Zeit sich etablierenden Genres des Schauerromans sowie eine Tendenz zur Dramatisierung, etwa in der Dialoggestaltung.

## Werke
- Skizzen von Heroismus und Biedersinn. Ein Geschenk für Deutschlands Patrioten. Wien & Leipzig 1790, Digitalisat.
- Weibertreue und Pfaffengrimm, eine vaterländische Ritterscene aus den Zeiten der ersten Kreuzzüge. Wien 1791.
- Gebhard der Zweyte, Churfürst von Cöln und Agnes von Mansfeld, Kanonissin von Gürrisheim. Eine Bischofslegende aus dem 16. Jahrhundert. Wien 1791.
- Hellfried und Hulda. Ein Mährchen aus den gräuelvollen Tagen der Vorwelt. Leipzig 1792, Digitalisat.
- Eva Trottinn, Nebengeliebte Heinrichs des Jüngern, Herzogs von Wolfenbüttel. Leipzig 1793, Bd. 1, Bd. 2.
- Die Adelritter. Ein Greuelgemälde aus den Zeiten der Vehmgerichte in fünf Handlungen. Görlitz 1793, Digitalisat.
- Sara von Uriz oder das Ruingespenst. Eine Kunde aus der Vorwelt. Hof 1793, Digitalisat.
- Konrad von Kaufungen oder der Fürstenraub aus dem 15. Jahrhundert. Berlin 1794.
- Die brittischen Helden. Ein dramatisches Originalgemälde in drei Handlungen. Donauwörth 1794, Digitalisat (Autorschaft fragwürdig).
- Raspo von Felseneck, oder der Gottesgerichtskampf, aus dem 11. Jahrhundert. Berlin 1795.
- Noch eine Warnung vor der Gefahr des Lebendigbegrabens und dem Entsetzlichen des Lebendigbegrabenwerdens. Salzburg 1795.
- Eleonore del Monti, eine Geschichte aus dem 18. Jahrhundert. Berlin 1796.
- Philippe Welserinn. Eine Geschichte aus dem 16. Jahrhundert. Berlin 1797.
- Die Franzosen in Passau. Eine beurkundete Geschichtserzählung. Salzburg 1802, Digitalisat.
- Erzählungen interessanter Geschichten aus dem Leben merkwürdiger und berühmter Personen älterer und neuerer Zeiten. Berlin 1803, Digitalisat.
- Deutscher Sinn und Witz, oder Züge von Geist, Witz, Kraft und moralischer Größe des Deutschen. Mit einer kleinen Biographie des berühmten Zinkgref. Passau 1828, Digitalisat.
- Elisabeth die Heilige, Landgräfin von Thüringen. Eine der schönsten Geschichten der Vorzeit. Passau 1828.
- Geschichte der Baiern. Regensburg 1829, Digitalisat.
- Isabella, Königin von Portugall. Ein Seitenstück zur Geschichte: Elisabeth die Heilige, Landgräfin von Thüringen. Passau 1830, Digitalisat.
- Huldigung, Seiner Majestät, Ludwig, König von Bayern, den 16 October 1830 in allertiefster Ehrfurcht dargebracht. Regensburg 1830, Digitalisat.
- Theolinde. Königin von Lombarden. Ein Seitenstück zur Geschichte: Isabella, Königin von Portugall. 1832.
- Programma. De Expeditionibus Sacris, Quas Cruciatas Vocant, earumque sequelis. Regensburg 1831, Digitalisat.

Übersetzung
- mit Johann Heinrich Falkener: Pierre Dupuy: Geschichte des abendländischen Kirchenschisma. Ein wichtiger Beytrag zur näheren Beleuchtung der damaligen Verfassung der Kirche, und zur Charakteristik der römischen Bischöfe. Frankfurt 1792.